# Ukraine Juniors 2011
Das Ukraine Juniors 2011 als bedeutendstes internationales Nachwuchsturnier der Ukraine im Badminton fand vom 31. August bis zum 3. September 2011 in Dnipropetrowsk statt.

## Sieger und Platzierte
| Disziplin    | Gold                                    | Silber                            | Bronze                                |
| ------------ | --------------------------------------- | --------------------------------- | ------------------------------------- |
| Herreneinzel | Kyrylo Leonov                           | Sergiy Makarov                    | Vladzislav Naumav                     |
| Herreneinzel | Kyrylo Leonov                           | Sergiy Makarov                    | Maxym Kosovan                         |
| Dameneinzel  | Viktoriya Gushcha                       | Darya Samarchants                 | Anastasia Malkova                     |
| Dameneinzel  | Viktoriya Gushcha                       | Darya Samarchants                 | Daria Serebriakova                    |
| Herrendoppel | Kyrylo Leonov Andriy Zinukhov           | Andriy Kostenkov Anton Truskalov  | Vladimir Nikulov Artem Serpionov      |
| Herrendoppel | Kyrylo Leonov Andriy Zinukhov           | Andriy Kostenkov Anton Truskalov  | Sergiy Makarov Artem Shevchenko       |
| Damendoppel  | Anastasiya Dmytryshyn Darya Samarchants | Ekaterina Kut Daria Serebriakova  | Tetyana Lema Anastasia Marchenko      |
| Damendoppel  | Anastasiya Dmytryshyn Darya Samarchants | Ekaterina Kut Daria Serebriakova  | Iryna Bezdenezhnykh Anna Korneeva     |
| Mixed        | Vladimir Nikulov Daria Serebriakova     | Andriy Zinukhov Viktoriya Gushcha | Andriy Lachkov Darya Samarchants      |
| Mixed        | Vladimir Nikulov Daria Serebriakova     | Andriy Zinukhov Viktoriya Gushcha | Mykhaylo Sergei Anastasiya Dmytryshyn |